# 比肯斯菲尔德站
比肯斯菲尔德站（英語：Beaconsfield station）是马萨诸塞州波士顿轻轨绿线D支线车站。车站位于布鲁克莱恩迪恩路和比肯斯菲尔德路路口，灯塔街南侧。车站以前为波士顿至奥尔巴尼铁路高地线的火车站，后来改造成波士顿轻轨绿线车站。
比肯斯菲尔德站不是无障碍车站，与波士顿轻轨绿线C支线迪恩路站仅一个街区距离，乘客虽然可以在C、D支线间换乘，但是需要再次付费。

## 历史

### 波士顿至奥尔巴尼铁路

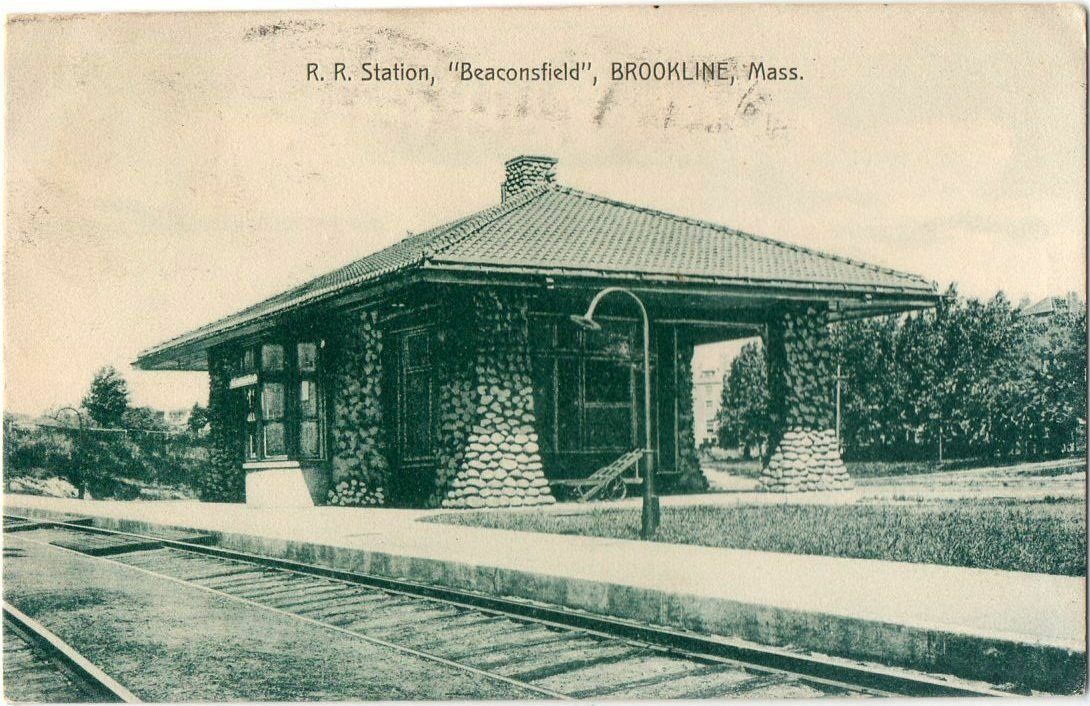
1910年印有比肯斯菲尔德站的明信片

1848年4月10日，波士顿伍斯特铁路公司开通一条新铁路线，从布鲁克莱恩交汇口至布鲁克莱恩村站。1852年11月，查尔斯河支线铁路公司将线路延长至牛顿上瀑布站，1853年6月延伸至尼德姆站。波士顿至奥尔巴尼铁路公司在1883年2月买回了这条铁路线，同时也买了一部分纽约至新英格兰铁路。1886年5月16日，高地支线客运服务开通。
当时，在迪恩路并没有设置车站，最近的车站是水库站。1906年底，运输大亨亨利·梅尔维尔·惠特尼为自己在附近的比肯斯菲尔德酒店建造车站。工程由本杰明·福克斯公司承建，车站主体为石制风格，与线路上其他车站风格保持一致。 1906年12月，车站站台浇筑完成，并很快启用。

### 轻轨改造

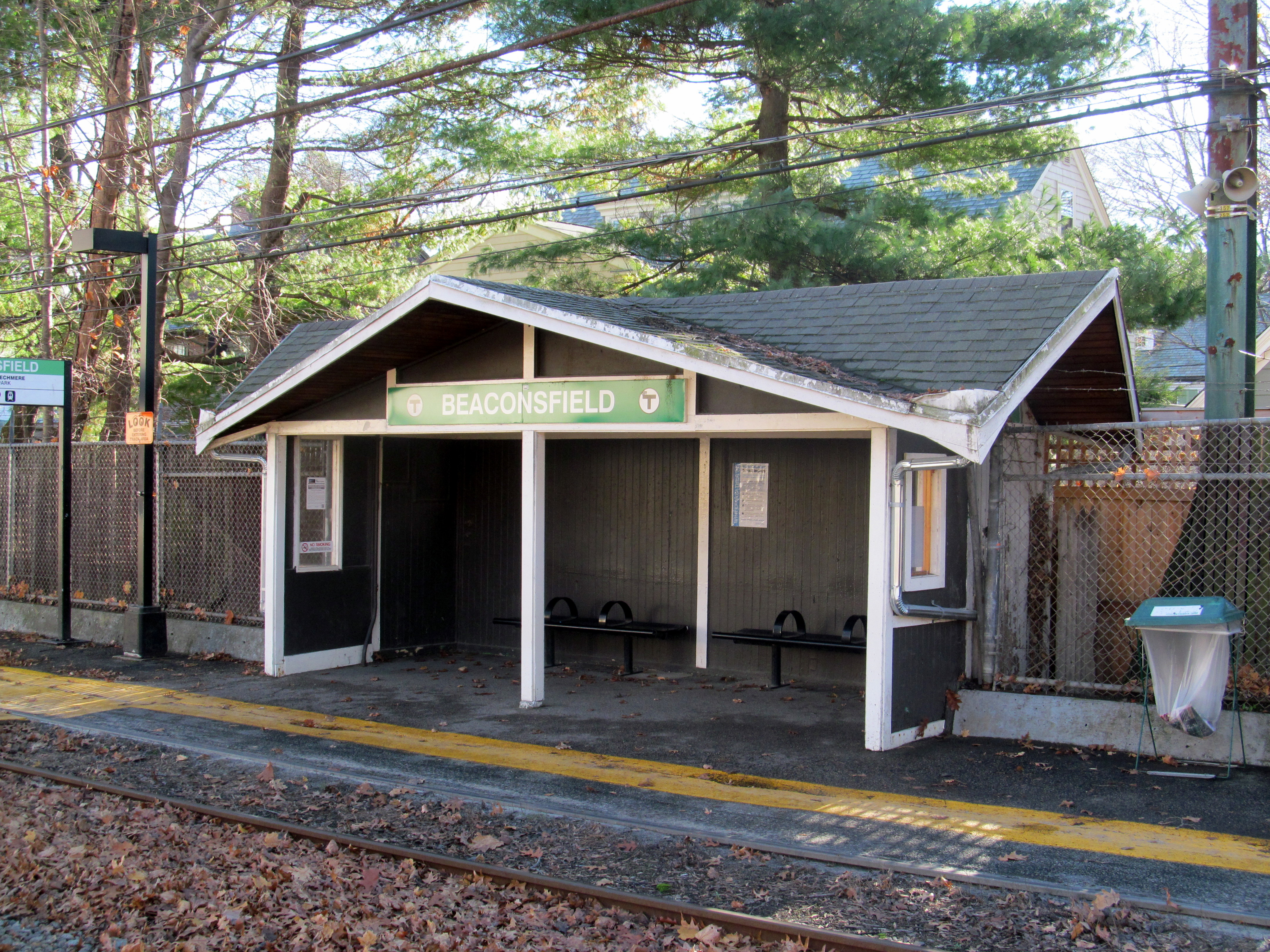
1959年建造的木制遮雨车站

1957年6月，马萨诸塞州立法机构通过法案批准大都会交通署收购几乎破产的紐約中央鐵路公司，并将铁路改造成有轨电车。火车客运服务于1958年5月31日终止，整条线路进行改造施工。1959年7月4日波士顿轻轨绿线D支线开通。

## 车站结构
| G 街道/站台层 | 侧式站台，右侧开门 | 侧式站台，右侧开门          |
| G 街道/站台层 | 出城               | 往河滨 （水库）             |
| G 街道/站台层 | 入城               | 往政府中心 （布鲁克莱恩山） |
| G 街道/站台层 | 侧式站台，右侧开门 |                             |